# Liste der Kulturdenkmäler in Oberroßbach
In der Liste der Kulturdenkmäler in Oberroßbach sind alle Kulturdenkmäler der rheinland-pfälzischen Ortsgemeinde Oberroßbach aufgeführt. Grundlage ist die Denkmalliste des Landes Rheinland-Pfalz (Stand: 21. Dezember 2021).

## Einzeldenkmäler
| Bezeichnung           | Lage                    | Baujahr                            | Beschreibung | Bild            |
| --------------------- | ----------------------- | ---------------------------------- | --- | --------------- |
| Wohnhaus              | Hainstraße 8 Lage       | zweite Hälfte des 18. Jahrhunderts | Fachwerkhaus eines kleinen Streckhofs, teilweise massiv, wohl aus der zweiten Hälfte des 18. Jahrhunderts                                                     | Fotos hochladen |
| Dorfgemeinschaftshaus | Hauptstraße 5 Lage      | um 1920/30                         | ehemalige Schule; kubischer Mansardzeltdachbau, Heimatschutzbewegung, um 1920/30                                                                              | Fotos hochladen |
| Quereinhaus           | Hauptstraße 21 Lage     | 1730                               | Fachwerk-Quereinhaus, teilweise verkleidet, angeblich von 1730, Niederlass wohl im 19. Jahrhundert aufgestockt; Schweinestall, Fachwerk, umzäunter Hausgarten | Fotos hochladen |
| Quereinhaus           | Roßbachtalstraße 2 Lage |                                    | Fachwerk-Quereinhaus mit Niederlass, verkleidet | Fotos hochladen |